# جینا آلیس اشتیبتز
جینا آلیس اشتیبتز (به آلمانی: Gina Alice Stiebitz) (متولد اکتبر ۱۹۹۷) بازیگر و هنرپیشه آلمانی است. وی بیشتر به خاطر به ایفای نش فرانزیسکا داپلر در سریال تاریک محصول نتفلیکس شناخته شده‌است. او همچنین در تعدادی از تولیدات صحنه‌ای در درجه اول در تئاتر فریدریش اشتاد-پالاست در برلین حضور داشته‌است.

## زندگی‌نامه
اشتیبتز بازیگری خود را در سال ۲۰۱۰ با بازی در فیلم بندک فلیگوف، رحم و در مجموعه تلویزیونی ?Wie erziehe ich meine Eltern آغاز کرد. یک سال بعد، او نقش جولیان نواک را در سریال In aller Freundschaft بازی کرد. در سال ۲۰۱۶، اشتیبیتز در نمایش‌های تلویزیونی خانواده دکتر کلایست و Großstadtrevier ظاهر شد. او در سال ۲۰۱۷ به خاطر بازی در نقش فرانزیسکا داپلر، نوجوانی یاغی که رابطه سختی با پدر و مادرش دارد و می‌خواهد از شهری که در آن زندگی می‌کند فرار کند، در سریال تاریک محصول نتفلیکس به شهرت جهانی برسد. او بار دیگر این نقش را در فصل‌های دوم و سوم تاریک بازی کرد.

## فیلم‌شناسی
| سال       | عنوان                                    | نقش                          | یادداشت |
| --------- | ---------------------------------------- | ---------------------------- | ------- |
| ۲۰۱۰—۲۰۱۱ | ?Wie erziehe ich meine Eltern            | Konstanze "Konny" Mittenzwey |         |
| ۲۰۱۱      | این آلرن فروندشفت                        | جولیان نواک                  |         |
| ۲۰۱۶      | خانوادگی دکتر کلایست                     |                              |         |
| ۲۰۱۶      | آلس کلارا                                |                              |         |
| ۲۰۱۷–۲۰۲۰ | تاریک                                    | فرانزیسکا داپلر              |         |
| ۲۰۱۷      | Großstadtrevier                          |                              |         |
| ۲۰۱۷      | In Aller Freundschaft - Die jungen Ärzte | جولیان نواک                  |         |
| ۲۰۱۸      | نبن در اسپور                             | لئونی مامسن                  |         |
| ۲۰۱۹      | Wir sind jetzt                           | جولیا                        |         |
| ۲۰۱۹      | روباه پیر (مجموعه تلویزیونی)             |                              |         |

| سال  | عنوان             | نقش  | یادداشت        |
| ---- | ----------------- | ---- | -------------- |
| ۲۰۱۱ | رحم               | دیما |                |
| ۲۰۱۴ | Ich dich خواهد شد | لیلی | فیلم تلویزیونی |
| ۲۰۱۷ | ویر شافن داس شون  |      |                |
| ۲۰۱۷ | ایچ ایچ ایچ       |      |                |